# Alcedo quadribrachys
Alcedo quadribrachys, conhecida como guarda-rios-resplandecente ou guarda-rios-azul (Alcedo quadribrachys) é uma espécie de ave da família Alcedinidae.
Pode ser encontrada nos seguintes países: Angola, Benin, Burkina Faso, Burundi, Camarões, República Centro-Africana, República do Congo, República Democrática do Congo, Costa do Marfim, Guiné Equatorial, Gabão, Gambia, Gana, Guiné, Guiné-Bissau, Quénia, Libéria, Mali, Nigéria, Ruanda, Senegal, Serra Leoa, Sudão, Togo, Uganda e Zâmbia.